# 基底細胞癌
基底細胞癌（Basal-cell carcinoma,BCC）或稱基底細胞瘤，是最常見的皮膚癌。患者的皮膚通常會先長出一塊無痛的隆起部分，其上可能佈有具光澤的蛛網紋或是潰瘍。此種癌症的生長速度緩慢，並會損傷其周邊的組織，但不太可能出現遠端轉移，也不太會直接導致死亡。
危險因子包括紫外線暴露、膚色較淺、接受放射線療法、長期砷暴露、以及免疫缺陷。孩童時期的紫外線暴露尤其有害。近期日曬床也逐漸成為另一個常見的紫外線暴露源。基底細胞癌的診斷通常奠基於皮膚檢查，但確診則需靠活體組織切片。
目前尚不清楚擦防曬油是否會影響得到基底細胞癌的風險。治療普遍是靠手術切除。如果癌症的範圍很小，可能進行單純的切除，否則一般會建議進行莫氏手術。其他治療選項包括冷凍手術、局部化學療法、雷射手術，或是塗抹咪喹莫特。在少數發生遠端轉移的案例中，也可能會使用化學治療或標靶治療。
基底細胞癌至少佔全球癌症總數的32%。在非黑色素瘤的皮膚癌中，基底細胞癌至少占了80%。在美國，約有35%的白人男性和25%的白人女性在一生中曾經得過基底細胞癌。